# David Walsh (journaliste)
Pour les articles homonymes, voir David Walsh et Walsh.
David Joseph Walsh, né le 17 juin 1955, est un journaliste sportif irlandais, chef des sports au journal britannique The Sunday Times.  

## Enquête sur Lance Armstrong
En 2001, Walsh révèle dans le The Sunday Times que Lance Armstrong travaille depuis plusieurs années avec le controversé médecin italien Michele Ferrari.
Plus tard, associé au journaliste français Pierre Ballester, Walsh continue d'investiguer afin de mettre au jour le programme de dopage de Lance Armstrong et de son équipe cycliste U.S. Postal Service. Leurs révélations (parmi d'autres) contribueront au déclenchement de l'enquête de l'Agence américaine antidopage (USADA) en 2012. C'est cette enquête qui entraînera finalement, le 22 octobre 2012, la perte des sept titres de vainqueur du Tour de France de Lance Armstrong, ainsi qu'une interdiction à vie de toute compétition cycliste.
David Walsh a publié ses recherches dans plusieurs ouvrages : L.A. Confidentiel : Les secrets de Lance Armstrong (2004, avec Ballester), L.A. Officiel (2006, avec Ballester), From Lance to Landis: Inside the American Doping Controversy at the Tour de France (2007), Le sale Tour (2009, avec Ballester) et Seven Deadly Sins: My Pursuit of Lance Armstrong (2012). Ce dernier ouvrage est la base du film de Stephen Frears, The Program (2015).

## Publications
- (en) Kelly: A Biography of Sean Kelly, Grafton, 1987
- (en) Inside the Tour De France, Hutchinson, 1994
- (en) David Walsh, Liam Hayes, Vincent Hogan, Heroes of Irish Sporting Life, MedMedia, 1995
- David Walsh, Pierre Ballester, L.A. Confidentiel : Les secrets de Lance Armstrong, Points, 2004  (ISBN 978-2-7578-0027-0)
- David Walsh, Pierre Ballester, L.A. Officiel, Éditions de La Martinière, 2006  (ISBN 978-2-84675-204-6)
- (en) From Lance to Landis: Inside the American Doping Controversy at the Tour de France, Ballantine Books, 2007
- David Walsh, Pierre Ballester, Le sale Tour, Seuil, 2009  (ISBN 978-2-02-099480-4)
- Seven Deadly Sins: My Pursuit of Lance Armstrong, 2012

## Prix et honneurs
- David Walsh a été élu quatre fois chroniqueur sportif irlandais de l'année et trois fois celui du Royaume-Uni.
- 2013 : Irish Book Awards : Livre sportif de l'année pour Seven Deadly Sins